# リチウム
リチウム（新ラテン語: lithium、英: lithium [ˈlɪθiəm]）は、原子番号3の元素。元素記号はLi。原子量は6.941。アルカリ金属元素の一つ。

## 名称
発見者が所属していた研究室の主催者イェンス・ベルセリウスが名付けた。λιθoς（lithos）は、ギリシャ語で「石」を意味する。これは、リチウムが鉱石から発見されたことにちなむ。
2020年代の日本の報道などでは、その希少性や有用性から「白いダイヤ」とも例えられている。

## 性質

銀白色の軟らかい元素であり、全ての金属元素の中で最も軽く、比熱容量は全固体元素中で最も高い。
リチウムの化学的性質は、他のアルカリ金属元素よりもむしろアルカリ土類金属元素に類似している。酸化還元電位は全元素中で最も低い。リチウムには2つの安定同位体および8つの放射性同位体があり、天然に存在するリチウムは安定同位体である6Liおよび7Liからなっている。これらのリチウムの安定同位体は、中性子の衝突などによる核分裂反応を起こしやすいため恒星中で消費されやすく、原子番号の近い他の元素と比較して存在量は著しく小さい。

### 物理的性質

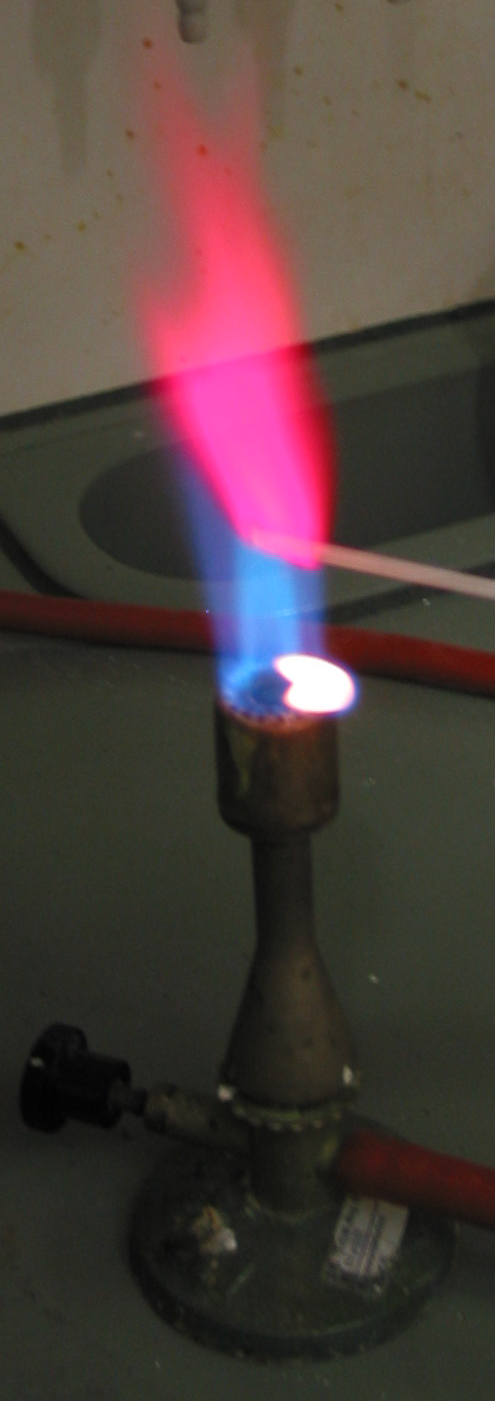
リチウムの炎色反応

常温常圧では銀白色の軟らかい金属で、ナトリウムより硬い。常温で安定な結晶構造は体心立方格子（BCC）。融点は180 °C、沸点は1330 °C（沸点は異なる実験値あり）であり、その融点および沸点はアルカリ金属元素の中で最も高い。また0.534という比重は全金属元素の中で最も軽く、水より軽い3つの金属元素のうちの一つ（残りの二つはナトリウムとカリウム）でもある。また、3582 J/(kg⋅K)という比熱容量は全固体元素中で最大である。その比熱容量の高さから、リチウムは伝熱用途において冷却材としてしばしば利用される。
リチウムの熱膨張率はアルミニウムの2倍、鉄のほぼ4倍である。常圧、400 μK以下の条件で超伝導となり、20 GPaという高圧条件下においては9 K以上というより高い温度で超伝導となる。
炎色反応においてリチウムおよびその化合物は深紅色の炎色を呈する。主な輝線は波長670.8 nmの赤色のスペクトル線であり、他に610.4 nm（橙色）、460.3 nm（青色）などにスペクトル線が見られる。
リチウムは70 K（−203.15 °C）以下の温度で、ナトリウムと同じようにマルテンサイト変態を起こす。4.2 K（−268.95 °C）で菱面体晶を取り、より高い温度で面心立方晶となり、それから体心立方晶となる。液体ヘリウムを用いて4 Kまで冷却すると菱面体晶が最も支配的となる。高圧条件下においては、複数の同素体の形を取ることが報告されている。また、80 GPa程度の高圧下で金属から半導体に相転移する。

### 化学的性質

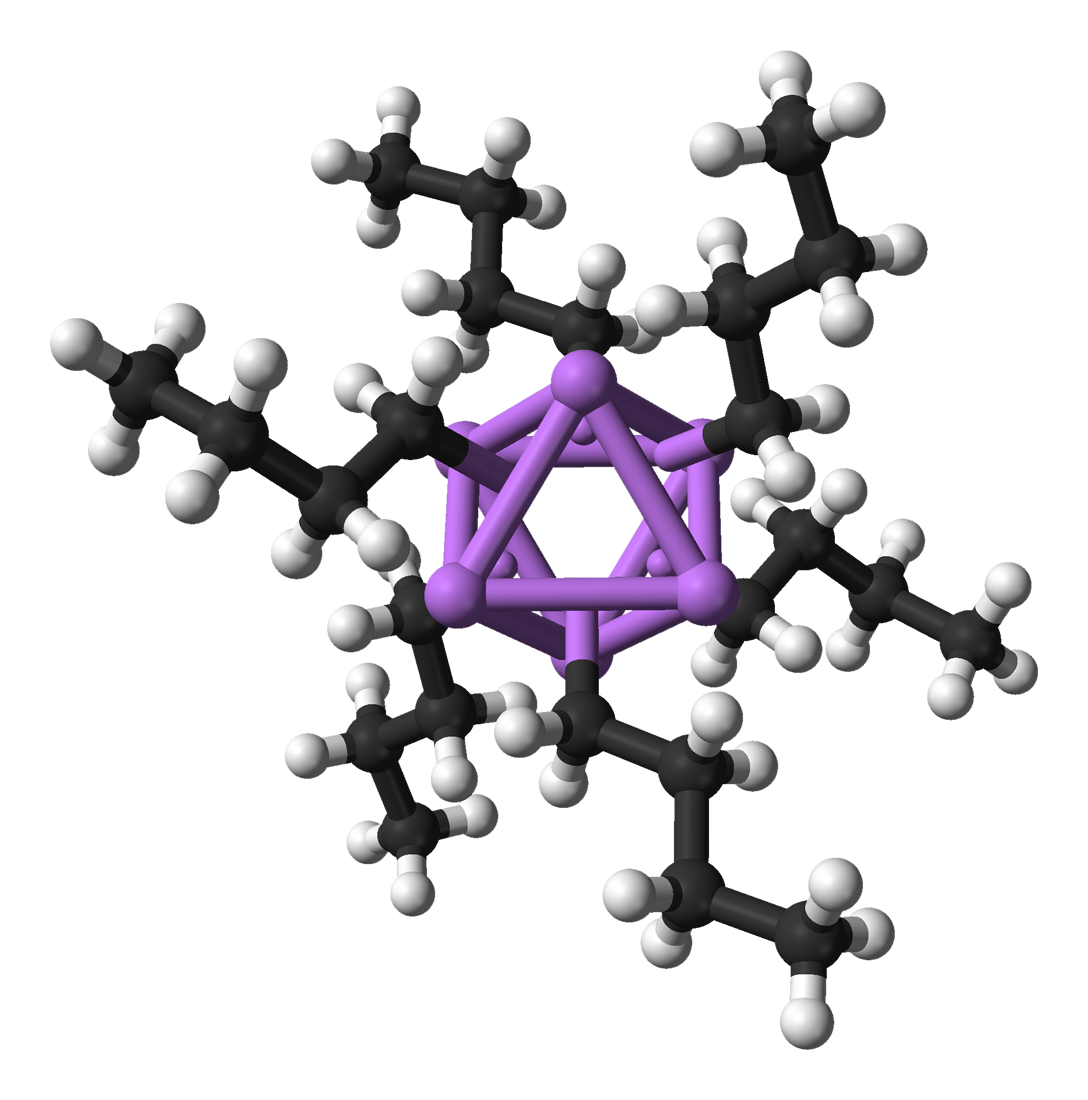
n-ブチルリチウム6量体

同じアルカリ金属のナトリウム、カリウムと比べて反応性は劣り、イオン半径が小さいため電荷/半径比がアルカリ金属としては高く、化合物の化学的性質は、アルカリ土類金属、特にマグネシウムと類似する（ただし、リチウムはアルカリ土類金属ではない）。乾いた空気中ではほとんど変化しないが、水分があると常温でも窒素と反応して窒化リチウム（Li3N）を生ずる。また、熱すると燃焼して酸化リチウム（Li2O）になる。このため、金属リチウムはアルゴン雰囲気下で取り扱う必要がある。ただし燃焼により酸化物を生成する挙動は他のアルカリ金属が空気中で燃焼した場合、過酸化物や超酸化物を生成するのとは対照的である。
イオン化傾向が大きく、酸化還元電位は全元素中でももっと低い−3.045 Vであるが、水との反応性はアルカリ金属中では最も穏かである。それでも多量のリチウムと水が反応すると発火する。

### 危険性
リチウムは腐食性を有しており、高濃度のリチウム化合物に曝露されると肺水腫が引き起こされることがある。リチウムは覚醒剤を合成するためのバーチ還元における還元剤として利用されるため、一部の地域ではリチウム電池の販売が規制の対象となっている。また、リチウム電池は短絡によって急速に放電して過熱することで爆発が起こる危険性がある。
上記のようにリチウムは腐食性を有しているため、身体へのあらゆる接触を避けることが求められる。水と激しく反応するために、リチウムは禁水性の物質とされている。よって、安全のためにナフサのような非反応性の化合物中に保管される。粉末状のリチウム、もしくは多くの場合は塩基性であるリチウム化合物を吸入すると鼻や喉が刺激され、一方でより高濃度のリチウム（化合物）に曝されると肺水腫を引き起こすことがある。
妊娠第1三半期の間にリチウムを摂取した女性の産む子どもにおいて、エブスタイン奇形が発生するリスクが増加するという報告があったが、催奇形性を否定する調査結果もある。

## 同位体
天然に存在するリチウムは6Liおよび7Liの2つの安定同位体からなっており、その天然存在比は7Liが92.5 %と大半を占めている。この2つの天然同位体はどちらも、リチウムよりも軽い元素であるヘリウムおよび重い元素であるベリリウムに比べて核子に対する原子核の結合エネルギーが極端に低く、これはつまり安定な軽元素の中でもリチウムは極めて核分裂反応を起こしやすいということを意味している。これら2つのリチウム天然同位体は、重水素およびヘリウム3以外のどんな安定核種よりも核子あたりの結合エネルギーが低い。そのため非常に軽い元素であり、ビッグバン時に合成されたにもかかわらず太陽系における原子番号32番までの元素のうちでリチウム元素が占める存在量の順位は25位であってあまり多くない。
リチウムには8つの放射性同位体の存在が明らかにされており、比較的半減期の長いものとして半減期838 msの8Liおよび半減期178 msの9Liがある。他の全ての放射性同位体は半減期8.6 ms以下である。もっとも半減期の短いものは4Liであり、それは陽子放出によって崩壊し、その半減期は7.6×10−23 sである。エキゾチック原子核である11Liは中性子ハローを示すことが知られている。3Liは、存在が確認されている中で、1H以外で唯一陽子のみで構成された原子核を持つ。
7Liはビッグバン原子核合成において生成された原生核種のひとつである。少量の6Liおよび7Liは恒星内元素合成において生産されるが、生産される速度と同程度の速さで燃焼して消費されると考えられている。6Liおよび7Liはより重い元素が宇宙線による核破砕を受けることによっても少量が付加的に生成され、初期の太陽系での7Beおよび10Beの放射性崩壊によっても生成される。また、7Liは炭素星においても生成される。
リチウムは原子量が小さいため6Liと7Liの相対質量差は14.7%と非常に大きく、そのため自然現象の作用による同位体の分離が起こりやすい元素である。リチウムイオンは粘土鉱物の八面体サイトにおいてマグネシウムや鉄の代替となり、高配位の八面体サイトには軽い同位体である6Liが7Liより優先して取り込まれるため粘土鉱物においては6Liが濃縮される。また、リチウムが水に溶解する際には7Liが優先して溶出するため、河川や海中において7Liの濃縮が起こる。更に、海底で形成される粘土鉱物によって海水中の6Liが取り込まれるため、海水中の7Li濃度は河川よりも更に高くなっている。
リチウム同位体の分離にはレーザー分離法と呼ばれる方法が利用できる。このような同位体分離は6Liの利用を目的として行われており、6Liが抽出された後のリチウムは試薬用などに再利用されている。そのため天然物と比較して6のLi同位体比が少なくなった状態のリチウムが流通しており、6Liの天然存在比は7.5%であるものの試薬中における6Liの含有比は2.007%から7.672%と大きな変動幅を持っている。日本化学会原子量専門委員会が作成する各元素の原子量を有効数字4桁で表して一覧とした「4桁の原子量表」においても、リチウムは人為的な同位体分離の影響で原子量の変動範囲が大きいため唯一有効数字3桁の値とされている。

## 歴史
1817年にヨアン・オーガスト・アルフェドソンがペタル石の分析によって発見した。アルフェドソンは金属リチウムの単離には成功せず、1821年にウィリアム・トマス・ブランドが電気分解によって初めて金属リチウムの単離に成功した。1923年、ドイツのメタルゲゼルシャフト社が溶融塩電解による金属リチウムの工業的生産法を発見し、その後の金属リチウム生産へとつながっていった。第二次世界大戦の戦中戦後には航空機用の耐熱グリースとしての小さな需要しかなかったが、冷戦下には水素爆弾製造のための需要が急激に増加した。その後、冷戦の終了により（水爆の量産を続けている中国を除いて）核兵器用のリチウムの需要が大幅に冷え込んだものの、21世紀にかけて電気自動車（EV）の動力であるリチウムイオン二次電池用の大量の需要を満たすため中南米やオーストラリア、中華人民共和国で採掘や鉱山開発が進んでおり、「白いダイヤ」とも呼ばれるようになった。

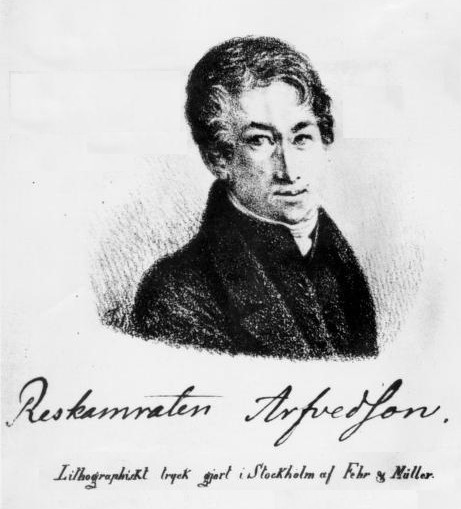
1817にリチウムを発見したヨアン・オーガスト・アルフェドソン

1800年、ブラジルの化学者ジョゼ・ボニファシオ・デ・アンドラーダ・エ・シルヴァによってスウェーデンのウート島の鉱山からリチウムを含有した葉長石（LiAlSi4O10）が発見された。葉長石の発見から17年後の1817年、当時イェンス・ベルセリウスの研究室で働いていたヨアン・オーガスト・アルフェドソンが葉長石の分析から新しい元素の存在を発見した。この元素はナトリウムやカリウムに似た化合物を形成したが、ナトリウムやカリウムの炭酸塩および水酸化物が水に対する溶解度および塩基性の高い物質であることと対照的に、炭酸リチウムおよび水酸化リチウムの水に対する溶解度や塩基性は低かった。
後に、アルフェドソンはリシア輝石やリチア雲母にもリチウムが含まれていることを示した。1818年、クリスティアン・グメリンはリチウム塩類が深紅色の炎色反応を示すことを初めて言及した。アルフェドソンとグメリンはリチウム塩類から単体のリチウム金属を単離しようとしたが、成功しなかった。1821年、ウィリアム・トマス・ブランドは、以前にハンフリー・デービーが同じアルカリ金属類のナトリウムおよびカリウムの単体金属を得るのに利用した電気分解によって、酸化リチウムよりリチウムの単体金属を得た。ブランドはまた、塩化リチウムのようないくつかの純粋なリチウム塩類の分析から、リチア（酸化リチウム）がおよそ55 %の金属リチウムを含んでいると見積もり、リチウムの原子量をおよそ9.8 g/molであると推定した（現在の値は6.94 g/mol）。1855年、ロベルト・ブンゼン、アウグストゥス・マーティセンによって塩化リチウムの電気分解から大量の金属リチウムが生成された。1923年から始まった、ドイツ企業のメタルゲゼルシャフト社による、塩化リチウムおよび塩化カリウムの混合液を電気分解させて金属リチウムを得る工業的生産法は、その後のリチウムの商業生産へとつながる発見となった。
リチウムの生産とその用途は、歴史的にいくつかの急激な転換点を経験している。初期に見出されたリチウムの主要な用途は、第二次世界大戦およびその直後の期間における、航空機のエンジンやそれに類似した用途のための高温グリースであった。まだ小さな市場であったこの時期の需要の大部分は、アメリカ合衆国のいくつかの小規模な鉱工業によって支えられていた。
1つ目の転換点となったのは、冷戦下において水素爆弾製造を目的としたリチウムの需要の劇的な増加である。リチウム6およびリチウム7に中性子を照射することでトリチウムの生産が行われ、このような単独でのトリチウム生産に役立つのみならず、重水素化リチウム（特に重水素化リチウム6）の形で水素爆弾内の固体核融合燃料にも用いられた。1950年代後半から1980年代中期の期間、アメリカはリチウムの主要な生産者となった。最終的には、42000 トンの水酸化リチウムが備蓄されていた。天然産のものに比べて備蓄されていたリチウムは同位体比が大きく異なり，リチウム6の75 %が減損されていた。
そのほかにもリチウムはガラスの融点を降下させるのに用いられ、また、ホール・エルー法における酸化アルミニウムの溶解性の改善のためにも用いられた。1990年代半ばまでは、産業用途と核開発の2つの用途がリチウム市場を支配していた。
2つ目の転換点となる冷戦の終了により、核兵器開発競争も下火になるとリチウムの需要は減少し、アメリカ合衆国エネルギー省が備蓄していたリチウムの一般市場への売却はリチウムの価格をさらに押し下げた。1990年代半ばになるとこれを背景に、いくつかの会社が、地下や鉱山より採掘されたリチウム原料を用いるよりもより安価である塩水からのリチウムの抽出を開始した。これによって多くの鉱山は閉山するか、ペグマタイトなどほかの採算が取れる鉱石のみに絞っての採掘へと移行した。たとえば、アメリカのノースカロライナ州キングスマウンテン近郊の鉱山は、21世紀になる前に閉山した。
2000年代になるとリチウムイオン電池が急速に普及し、2007年にはリチウムの主要な用途となるなどリチウムの需要が再び増大した。リチウムイオン電池におけるリチウム需要の急増によって、企業はリチウム需要を満たすために塩水抽出によるリチウム生産能力の増強に努めている。リチウム資源の偏在と価格の高沸を回避する為、代替のナトリウムやカリウムを使う電池の開発も真剣に進められている。ただし全ての元素中で最低電位を示すリチウムが最も優秀なイオンキャリアで有る事は変わらない。
2019年からは直接金属リチウムを負極活物質として利用できる全固体電池が実用化された。また2023年からは大容量全固体電池も実用化された。この全固体電池は金属リチウムを負極活物質として利用できる為、リチウムイオン電池より遥かに高性能を示し、今後は電気自動車用にも搭載予定となっている。

## 分布

地殻中のリチウムの存在量は、原子数においておおよそ塩素と同程度である

リチウムは地球上に広く分布しているが、非常に高い反応性のために単体としては存在していない。地殻中で25番目に多く存在する元素であり、火成岩や塩湖鹹水中に多く含まれる。リチウムの埋蔵量の多くはアンデス山脈沿いに偏在しており、最大の産出国はチリである。海水中にはおよそ2300億トンのリチウムが含まれており、海水からリチウムを回収する技術の研究開発が進められている。世界のリチウム市場は少数の供給企業による寡占状態であるため、資源の偏在性と併せて需給ギャップが懸念されている。日本では有馬温泉（兵庫県）と鉄輪温泉（大分県）でリチウムが確認されているが、資料が極めて乏しく、また古い。

### 宇宙
リチウムはビッグバンによって合成された3つの元素のうちの1つであり、ビッグバン原子核合成において6Liおよび7Liの2つの安定同位体が合成された。ビッグバン原子核合成によって生成する原子の量は光子とバリオンの存在比に依存しているためリチウムの存在量は理論的に予測することが可能であるはずだが、それによって求められたリチウムの理論量と実際の観測によるリチウムの存在量との間には矛盾が生じていた。しかしながら、2013年6月に『Astronomy and Astrophysics（天文学および天体物理学）』にて発表されたケンブリッジ大学のKarin Lindらのグループによる論文において、ハワイのW・M・ケック天文台にある世界最大級の望遠鏡「ケックI」を使い、洗練された理論モデルを用い強力なスーパーコンピューターでデータ解析を行うことで、リチウムの存在量がビッグバン原子核合成における理論量と矛盾しないことが示された。
リチウムは水素、ヘリウムとともにビッグバンによって合成された初めの元素のひとつであるが、リチウムおよびベリリウムとホウ素は近い原子番号の他の元素と比較してその存在量は著しく小さい。これは、リチウムが低温で核反応を起こすため消費されやすく、かつリチウムが生成されるような核反応が少ないことの結果である。
リチウムは亜恒星天体である褐色矮星や、特定の特異な橙色の星において見られる。リチウムは温度が低く小さな褐色矮星に存在するが、より温度の高い赤色矮星では核反応によって消費されリチウムが存在しないため、太陽よりも小さなこれら2つを識別するためにリチウムの存在を確認する「リチウム・テスト」と呼ばれる方法が利用される。ケンタウルス座X-4のような橙色の星からもまたリチウムが検出される。これらの星は中性子星やブラックホールのようなより大きな天体を周回しており、水素やヘリウムよりも重いリチウムが重力によって星の表面へと引かれるためリチウムが観測されると考えられる。
リチウム原子核は太陽内部の高温の環境において容易に破壊される。このため今日太陽表面に存在するリチウムの量は、太陽系の材料となった星間物質における原初の存在比と比べて100分の1以下にまで減少していると考えられている。この減少率は太陽内部の状態（特に元素の鉛直方向の輸送の程度）に影響されるため、リチウム存在量は直接観測が困難な太陽の内部モデルを検証する上での制約条件の1つとなる。

### 地上

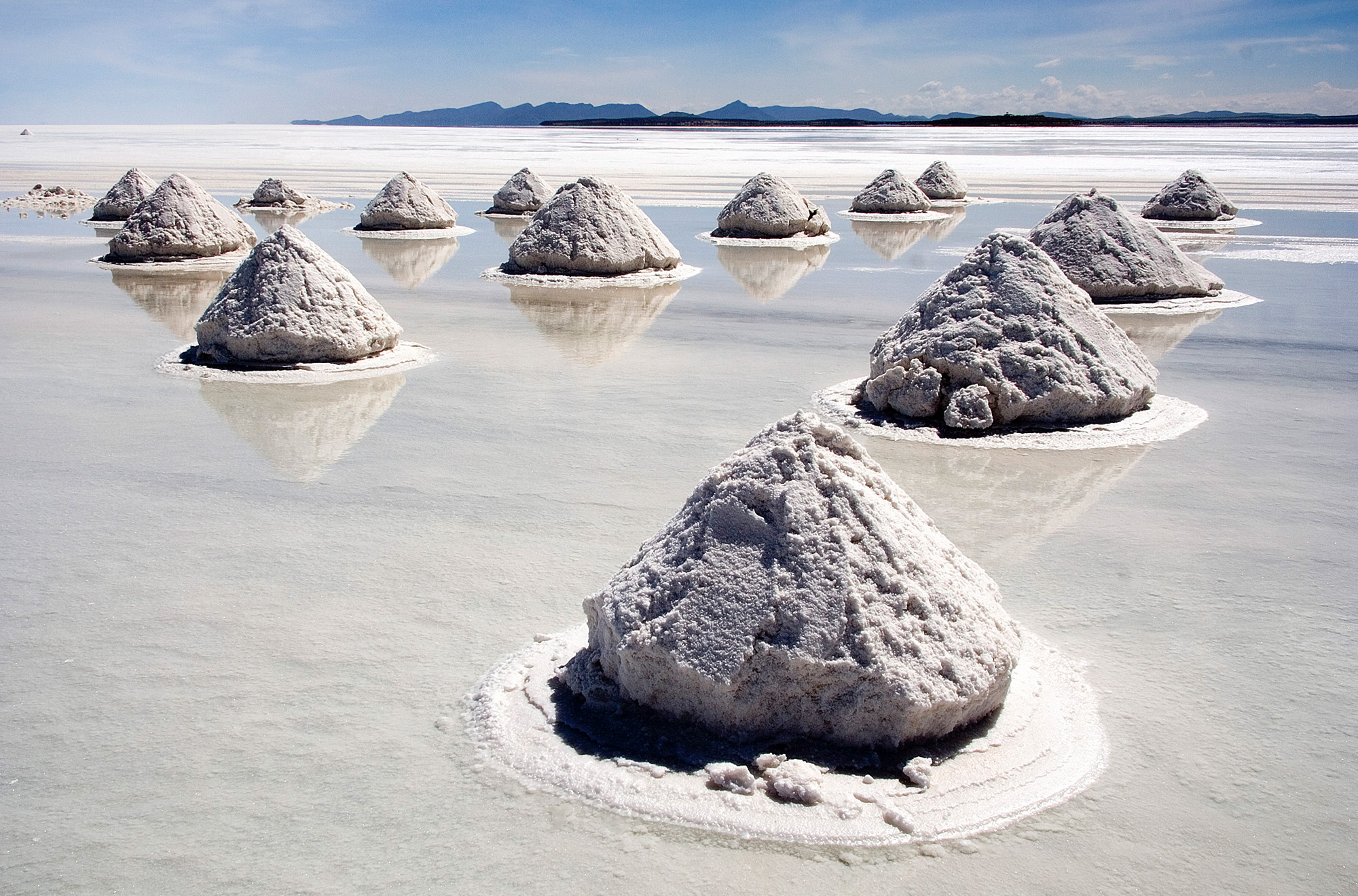
世界最大のリチウム埋蔵量を有すると推定されているボリビアのウユニ塩湖

リチウムは地球上に広く分布しているが、非常に高い化学反応性を持つために化合物になっており，元素単体としては存在していない。海水に含まれるリチウムの総量は非常に多く2300億トンと推定されており、その分率は(0.14–0.24)×10−6、もしくはモル濃度で25 μmol/Lと比較的安定した濃度で存在している。熱水噴出孔ではより高濃度にリチウムが存在しており、その分率は7×10−6に達する。
地殻中のリチウム濃度は重量分率でおよそ(20–70)×10−6にわたると見積もられており、地殻中で25番目に多く存在する元素である。リチウムは火成岩を構成する非主要な元素であり、中でも花崗岩で最大の濃度となる。リチウム鉱物であるリシア輝石や葉長石を含有するペグマタイトもまた多くリチウムを含んでおり、リチウム源として最も多く商業利用されている。もう一つの重要なリチウム鉱物にリチア雲母がある。新しいリチウム源としてはヘクトライト粘土があり、アメリカのWestern Lithium Corporation社によって活発に資源開発されている。リチウムは、水分蒸発量の多い乾燥した地域の塩湖などにおいて非常に長い時間をかけて濃縮され、鉱床を形成することも知られている。そのような乾燥した塩湖には、全世界のリチウム埋蔵量（鉱石ベース）のおよそ半分におよぶ540万トンの埋蔵量を有していると推定されているボリビアのウユニ塩原や、埋蔵量の27 %、およそ300万トンの埋蔵量を有するチリのアタカマ塩原などが含まれる。
アメリカ地質調査所の2011年の推定によると、最大の可採埋蔵量を有する国はチリの750万トンであり、チリは生産量も1万2600トンと世界最大である。他の主要なリチウム産出国としては、オーストラリア、アルゼンチン、中国が含まれる。ボリビアは世界最大のリチウム埋蔵量を占めるウユニ塩原を有しているが、技術的・政治的な問題によりリチウム生産の事業化には至っていない。
2010年6月、『ニューヨーク・タイムズ』は、アメリカの地質学者がアフガニスタン西部の干上がった塩湖跡にリチウムを含む巨大な堆積物が存在していると考え、地質調査を行っていると報じた。アメリカ合衆国国防総省は「彼らの初期の分析結果によれば、ガズニー州のある場所には現在知られている中で世界最大のリチウム埋蔵量を有するボリビアのそれと同程度に大きなリチウム鉱床が存在する可能性が示されている」と述べた。これらの予想は、おもにソ連によって収集された1979年から1989年頃の古いデータに基づいており、アメリカ地質調査所のAfghanistan Minerals Projectの長であるスティーブン・ペータースは、過去2年間にアフガニスタンで行ったアメリカ地質調査所の関与したどのような新しい鉱物の測量においても確認されておらず、「我々はいかなるリチウムの発見も承知していない」と述べた。2021年現在、オーストラリア、チリ、中国の3か国だけで、世界生産の90%を占める。アルゼンチンに先行投資している日本企業の後を追って、中国では同国にリチウム採掘への投資を行っている。
2023年1月、『ニューズウィーク日本版』は、カシミール地方でインドが実効支配するリーシー地域にて推定590万トンにおよぶリチウム資源を発見した旨をインド政府当局が発表したと報じているが、専門家によれば、インドがリチウム採掘や精製の技術を整備するのに要する期間は少なくとも10年と見ている。

### 生体
リチウムは多数の植物、プランクトンおよび無脊椎生物において痕跡量存在しており、その分率は(69–5760)×10−9である。脊椎動物中のリチウム濃度は先述のものよりもわずかに低く、ほとんど全ての脊椎動物の体組織および体液中には(21–763)×10−9のリチウムが含まれている。水棲生物はリチウムを生物濃縮する。これらの生物においてリチウムがどのような生物学的役割を有しているかは知られていないが、哺乳類の栄養学的な研究によってリチウムの健康に対する重要性が示されており、必須微量元素として1 mg/dのRDA（1日に摂取すべき栄養量）が提言されている。2011年に報告された日本における観察研究によると、飲料水中に含まれる天然由来のリチウムが人間の寿命を増やす可能性が示唆されている。

## 生産
| 国             | 生産量 | 可採埋蔵量 |
| -------------- | ------ | ---------- |
| アルゼンチン   | 3200   | 850000     |
| オーストラリア | 9260   | 970000     |
| ブラジル       | 160    | 64000      |
| カナダ (2010)  | 480    | 180000     |
| チリ           | 12600  | 7500000    |
| 中華人民共和国 | 5200   | 3500000    |
| ポルトガル     | 820    | 10000      |
| ジンバブエ     | 470    | 23000      |
| チェコ         | 3800   | 1200000    |
| 世界計         | 34000  | 13000      |

リチウムの生産量は第二次世界大戦後に大きく増加した。リチウムはペグマタイトなどの火成岩中から他の元素と分離され、もしくは鉱泉や塩水溜まり（塩湖かん水）、堆積塩などから抽出される。金属リチウムは55 %の塩化リチウムと45 %の塩化カリウムの混合物を450 °Cで溶融塩として電解することによって生産される。金属リチウムの価格は1998年時点で95 USドル/kg（43 USドル/ポンド）であった。また、リチウムイオン電池の原料に使われる炭酸リチウムの価格は、車載用バッテリー用途の需要の高まりにより2015年以降高騰しており、2015年6月に7.7ドル/kgであった平均価格が、2016年6月には26.8 ドル/kgにまで上昇している。
アメリカ地質調査所の推定によるリチウムの可採埋蔵量は鉱石ベースで1300万トンである。それは南米のアンデス山脈沿いに多く見られ、リチウムの主要生産国としてチリやアルゼンチンが挙げられる。両国はリチウムを塩湖かん水から生産しており、アメリカでもネバダ州にあるシルバーピーク鉱山の塩湖かん水からリチウムを産出している。世界の既知の埋蔵量のうち、半数近くをアンデス山脈の中央東部に位置するボリビアが占めているが、この資源の開発はあまり進展しておらず、2013年2月に日本とボリビアの共同でリチウムの抽出試験が開始されたばかりである。
一方で、リチウム鉱石からのリチウム生産は主にオーストラリアやジンバブエなどで行われている。オーストラリアではペグマタイトからタンタルを生成する際の副生物として回収されており、世界2位の生産量を占めている。鉱石としてのリチウム資源はアメリカが全埋蔵量の47%を有しているが、2010年の時点ではアメリカで稼働中のリチウム鉱山は塩湖かん水を利用するシルバーピーク鉱山のみであり、リチウム鉱石の採掘は行われていない。
潜在的なリチウムの資源回収源として地熱井戸が挙げられる。地熱井戸では高温の水のような地熱流体の移動を介して地表に熱エネルギーを伝達するが、そのような地熱流体に含まれるリチウムを単純な濾過技術によって回収することが可能であり、これは既に現場実証されている。環境保護に関するコストは、主に既存の地熱井戸操業に関するものであるため、相対的な環境面の影響は肯定的である。
世界金融危機後、産業界において炭酸リチウムの市場規模縮小が広がったため、世界最大手のソシエダード・キミカ・イ・ミネラ・デ・チリ（SQM）のようなリチウムの主要供給者は、リチウム資源開発者の新規参入を考慮し、さらに市場でのその立場を守るために設定価格を20%低下させた。2012年には、リチウム需要の増加にともない市場規模は拡大している。2012年の『ビジネスウィーク』の記事は、「億万長者であるフリオ・ポンセが支配する"SQM"、ヘンリー・クラビスのコールバーグ・クラビス・ロバーツ社に支援されたロックウッド、フィラデルフィアに拠点を置くFMC社」などの既存企業によるリチウム市場の寡占を概説した。リチウム電池の需要が年におよそ25%ずつ増加しており、全体のリチウム需要を4-5%ほど押し上げているため、世界的なリチウムの消費量は2012年の15万トンから2020年には30万トンにまで急増する可能性がある。
ローレンス・バークレー国立研究所とカリフォルニア大学バークレー校による2011年の研究によると、現在推定されているリチウムの埋蔵量からは10億台オーダーもの40キロワット時のリチウムイオン二次電池を製造可能であると見積もられ、リチウム埋蔵量の問題は電気自動車向けの大規模なバッテリー製造の律速因子とはなりえないことが示された。ミシガン大学およびフォード・モーター社が2011年に行ったもう一つの研究によると、2100年までのリチウム需要を支えるのに十分なリチウム資源が存在することが示され、そこにはリチウムを広範囲に必要とするハイブリッド電気自動車やプラグインハイブリッドカー、バッテリー式電動輸送機器などの用途が含まれている。この研究では世界中のリチウム埋蔵量を3900万トンと見積もり、90年間の全リチウム需要を経済成長に関するシナリオとリサイクル率に応じて12-20メガトンと分析している。しかしながら、単一産地で需要のほとんどを生産するという資源の偏在性および、先述の独占的な少数の供給企業による市場の寡占という問題があるため、商業的な需要ギャップが懸念されている。2015年以降、テスラモーターズをはじめとした自動車メーカーによる電気自動車向けの需要が高まっており、車載用バッテリーに使われることも相まって、リチウムは「白い石油」とも呼ばれている。使用済み製品からのリチウムのリサイクルについては、現状ではその技術がなく、経済性が見込まれないため進んでいない。これは、原料の炭酸リチウムの生産はエネルギー集約的な産業ではないため製造コストが低く、費用のかかるリサイクル品では価格的に競争にならないという要因が大きい。

### 海水リチウムの抽出
海水中には2300億トンのリチウムが溶けており、事実上無限の埋蔵量を有する。海水中のリチウム濃度は他の元素と比べて比較的高いため採算ラインのボーダー上にあり、効率的な回収方法が開発されれば経済的に実用可能になる可能性がある。2004年には海水リチウムを抽出するためのパイロットプラントが日本の佐賀大学海洋エネルギーセンターで稼働を開始し、150日間で192グラムの塩化リチウムが海水から回収された。このプラントは火力発電所などが取水した海水を二次利用することを想定し、ポンプで汲み上げた海水から吸着剤を用いてリチウムを回収する方式が採用されている。これは、100万キロワット級の規模の発電所を想定した場合、1基あたり年間700トンの塩化リチウムを回収できる計算になるが、吸着剤由来のマンガンの溶出や、回収コストが従来法の20倍かかるなど、実用化にはまだ課題が残っている。2014年には日本原子力研究開発機構が、濃淡電池の原理を利用し海水からのリチウムイオン抽出と発電を同時に行う技術を開発した。

## 用途
リチウムは陶器やガラスの添加剤、光学ガラス、電池（一次電池および二次電池）、耐熱グリースや連続鋳造のフラックスとして利用される。2011年時点で最大の用途は陶器やガラス用途であるが、二次電池用途での需要が将来的に増加していくものと予測されている。リチウムの同位体は水素爆弾や核融合炉などにおいて核融合燃料であるトリチウムを生成するために利用されている。

全世界でのリチウムの用途（2011年、USGSによる推定値）
陶器およびガラス（29 %）
電池（27 %）
潤滑グリース（12 %）
連続鋳造（5 %）
空調用途（4 %）
重合触媒（3 %）
アルミニウム製造（2 %）
薬品（2 %）
その他（16 %）

2011年におけるリチウムの用途は陶器やガラスなどの窯業用途が最も多く、リチウムの全消費量の29 %を占めている。リチウムイオン二次電池などのバッテリー用途でのリチウムの消費量は全体の27 %であり、携帯用電子機器や自動車用バッテリーなどの需要拡大にともない、この用途での消費量は増加傾向にある。窯業、バッテリー用に続く用途として、自動車などに使われる耐熱・耐圧グリース用途、鋼を連続鋳造する際の融剤としての用途、空調用途、合成ゴムの重合触媒などの用途が挙げられる。
リチウム鉱石はアルミナ、シリカとの化合物で、すりつぶして窯業材料に用いられる。塩湖かん水から分離された水酸化リチウムは電池に用いられる。

### 窯業
火にかけても割れない土鍋の材料としてペタライト葉長石を40–50 %配合した低熱膨張性耐熱陶土を用いる。グラタン皿などの耐熱陶器にも応用されている。萬古焼で50年ほど前から大量生産され、ジンバブエ、ブラジル産のリチウム鉱石が使われている。
リチウムは窯業において、釉薬の融点を下げるための強力な媒熔剤として利用される。釉薬の融点を下げる方法としては、水溶性のアルカリ性化合物をガラスと溶融させて不溶化したフリットと呼ばれる媒熔剤を用いる方法と、フリットを用いずに、もともと不溶性のアルカリ性化合物を用いる方法があるが、リチウムはおもに後者として用いられる。リチウム源としてはおもに炭酸リチウムが用いられ、焼成によって酸化リチウムもしくはケイ酸リチウムの形で釉層を形成する。リチウムはほかのアルカリ金属、アルカリ土類金属元素と比較して熱膨張係数が小さいため、リチウムを釉薬に加えることで釉薬の貫入（ひび割れ）を少なくすることができる。また、リチウムによって釉薬の流動性が高まるため、釉薬のむらを防ぎ全体的に均一な層を形成することができる。
リチウムは耐熱ガラスや光学ガラスの配合剤としても利用される。リチウムアルミノケイ酸塩を熱処理によって結晶化ガラスとしたセラミックスは非常に熱膨張係数が低いため急激な温度変化に強く、耐熱食器に用いられ、このような結晶化ガラスを利用したセラミックスはパイロセラムと呼ばれる。また、リチウムはイオン半径が小さく電場強度が強いため、ガラス中で隣接する酸素イオンを大きく分極させて屈折率を上昇させることができ、この効果を利用して光学ガラスの一つである屈折率分布型光学レンズに利用される。フッ化リチウムは紫外から赤外までの広範囲の光を透過し、特に紫外域の透過性能が優れているため、光学窓材料などに利用される。

### 電池

#### 一次電池
リチウムは標準酸化還元電位が3.03 Vと最も低いため電池の負極材料として適しており、金属リチウムを負極材料、正極材料としてフッ化黒鉛や二酸化マンガンなどを用いた一次電池がリチウム電池として実用化されている。リチウム電池はエネルギー密度が高いため小型化に向いており、また自己放電が少ないため電池寿命が長いといった特徴を有している。そのため、小型・軽量・長寿命といった機能が要求されるメモリバックアップなどの用途で利用されている。これらの一次電池の多くは定まった用途にのみ用いられるものであるため、需要は一定であるが、エレクトロニクス機器や測定機器の電源などに用いられる塩化チオニルリチウム電池は需要が増加している。

#### 二次電池
二次電池用途でのリチウム需要は2004年から2008年の間で年間20 %を越える伸び率を示しており、この用途におけるリチウムの需要は将来的にも増加し続けると予測されている。リチウムイオン二次電池は正極材料として主にコバルト酸リチウムが、負極材料としては炭素が用いられており、電解質の支持塩には六フッ化リン酸リチウムが使用されている。リチウムイオン二次電池は、エネルギー密度が高く動作電圧も3.7 Vと高い、自然放電が少なく、メモリー効果がないといった有用な特徴を有しており、携帯機器用の小型電池から車載用、産業用の大型電池まで幅広く使われている。負極材料に炭素が使われる理由として、一価のリチウムイオンはグラファイトの層間に止まることができ、アノードにグラファイトを用いて、リチウムイオンを止め貯められている。近年は負極材料に直接金属リチウムを利用した全固体電池も普及している。今後電気自動車やメガソーラー の蓄電設備として、さらなる需要が見込まれている。
| 金属/酸素 | 計算上の開放電圧, V | 理論上の貯蔵エネルギー Wh/kg （酸素を含む全体） | 理論上の貯蔵エネルギー Wh/kg （酸素を含まない） |
| --------- | ------------------- | ----------------------------------------------- | ----------------------------------------------- |
| Li/O2     | 2.91                | 5200                                            | 11140                                           |
| Na/O2     | 1.94                | 1677                                            | 2260                                            |
| Ca/O2     | 3.12                | 2990                                            | 4180                                            |
| Mg/O2     | 2.93                | 2789                                            | 6462                                            |
| Al/O2     | 2.71                | 4300                                            | 8100                                            |
| Zn/O2     | 1.65                | 1090                                            | 1350                                            |

リチウムは最も電位が低く、強い還元剤として1価の電子を放出するシンプルな反応を示す。イオン半径も金属最小と動きやすく、開放電圧が高く、最もエネルギー密度を高く出来る。その為、最も優秀な負極材となる。

### 核
6Liはトリチウムを製造するための原料や、核融合における中性子吸収材として用いられる。天然のリチウムはおよそ7.5 %の6Liを含んでおり、核兵器で利用するため同位体分離によって大量に生産されていた。7Liも原子炉の冷却材として関心を集めている。

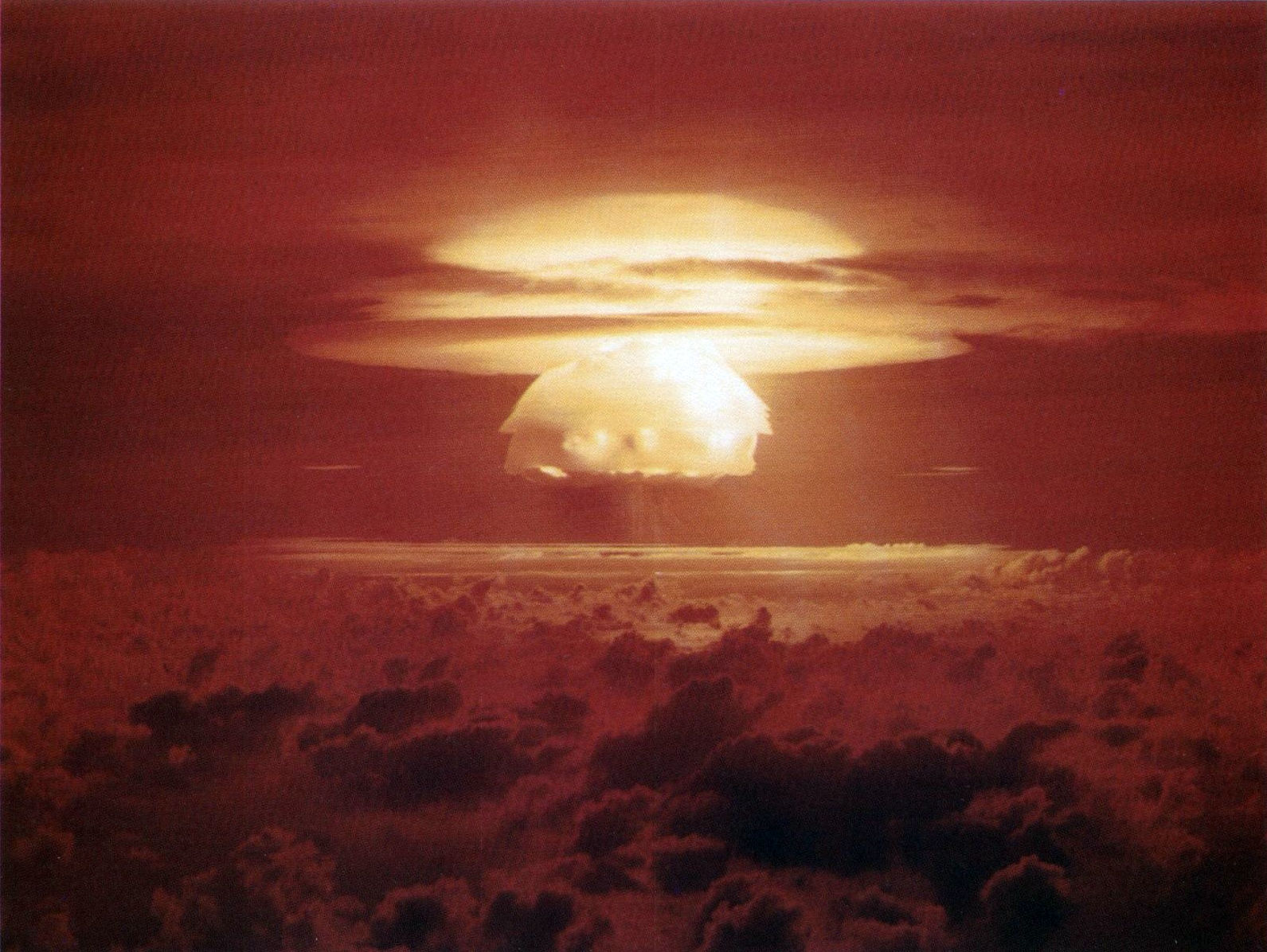
重水素化リチウムを用いた核実験のキノコ雲（キャッスル作戦、ブラボー実験）

重水素化リチウムは初期の水素爆弾における最適な原子核融合燃料として利用された。水素爆弾が初めに実験された当時はその反応機構は完全には理解されていなかったが、6Liおよび7Liが中性子の衝突によってトリチウムを生成する反応がブラボー実験において核暴走を生み出した要因となった。トリチウムは比較的容易に重水素と核融合反応を起こし、その詳細は秘匿されたままであるが、6Liを用いた重水素化リチウムは最新の核兵器においてもいまだに核融合材料としての役割を果たしているようである。
7Liを高濃度に濃縮させたフッ化リチウムとフッ化ベリリウムを混合させたフリーベは溶融塩原子炉における溶融塩として用いられる。フッ化リチウムはリチウムの化合物の中でも安定であり、フリーベは低融点な塩である。加えて、7Liおよびベリリウム、フッ素は熱中性子捕獲断面積が十分に低いため、原子炉中の核分裂反応を阻害しない数少ない核種の一つである
重水素およびトリチウムを燃料とする磁場閉じ込め方式の核融合炉において、リチウムはトリチウムを生み出すのに用いられる。自然にトリチウムが発生することは非常に稀であるため、反応場であるプラズマをリチウムの入ったブランケットで覆い、プラズマでの重水素とトリチウムの反応から生じる中性子をリチウムと反応させて核分裂させることで、より多くのトリチウムを生成させる必要がある。
{\displaystyle {\ce {^{6}Li{}+{\mathit {n}}->{}^{4}He{}+{}^{3}T}}}
リチウムはまたアルファ粒子源としても利用される。7Liが加速陽子と衝突することで8Beとなり、8Beはすぐに核分裂して2つのアルファ粒子となる。この反応は1932年にジョン・コッククロフトおよびアーネスト・ウォルトンによって行われた初の完全な人工原子核反応であり、この業績は当時「splitting the atom」と呼ばれた。

### 医薬品
医療用として炭酸リチウム（リチウム塩）が躁病および躁うつ病の躁状態の患者に処方される。炭酸リチウムが躁病に効果があることは、1949年にオーストラリアのジョン・ケイドによって発見された。イギリスの大学の研究者らによるメタ分析では、他地域と比較し相対的にリチウム濃度が高い水道水の地域ほど、自殺率が低いことが明らかとなっている。日本国内でも2006年、大分大学の調査にて、大分県下において同様の調査を行ったところ、リチウム濃度の高い水道水の地区では自殺率が下がることが判明され、2022年には東京都の発表にて、「眼房水解析により、自殺者は非自殺死亡者よりリチウム濃度が低い」ことが発表されている。
炭酸リチウムの抗躁薬としての効果は、神経伝達物質の遊離やリン脂質の代謝を抑制する作用などが関係していると考えられているが、いまだ解明されていない。炭酸リチウムの投与は治療上有効とされる血中濃度と中毒に陥る濃度との範囲が狭いため、定期的に血液検査を行い、適切な血中濃度に保たれているかを確認しなければならない。また、利尿薬やACE阻害薬などとの併用によって腎臓でのリチウムの再吸収が促進され、中毒に陥りやすくなる。副作用としてはリチウムの中毒症状のほか不整脈や多尿、甲状腺機能の低下などがあり、腎不全や心不全の患者や妊婦には禁忌である。特に妊娠初期の女性では、胎児に心血管系の奇形（エブスタイン奇形）が発生するリスクが増加する。炭酸リチウムの投与によって体重が増加することがあるが、その原因は明確でなく、炭酸リチウムの副作用である口の渇きに起因して高カロリーな飲料が菓子類とともに多量に摂取されがちになる影響も原因の一つであると考えられている。

### その他

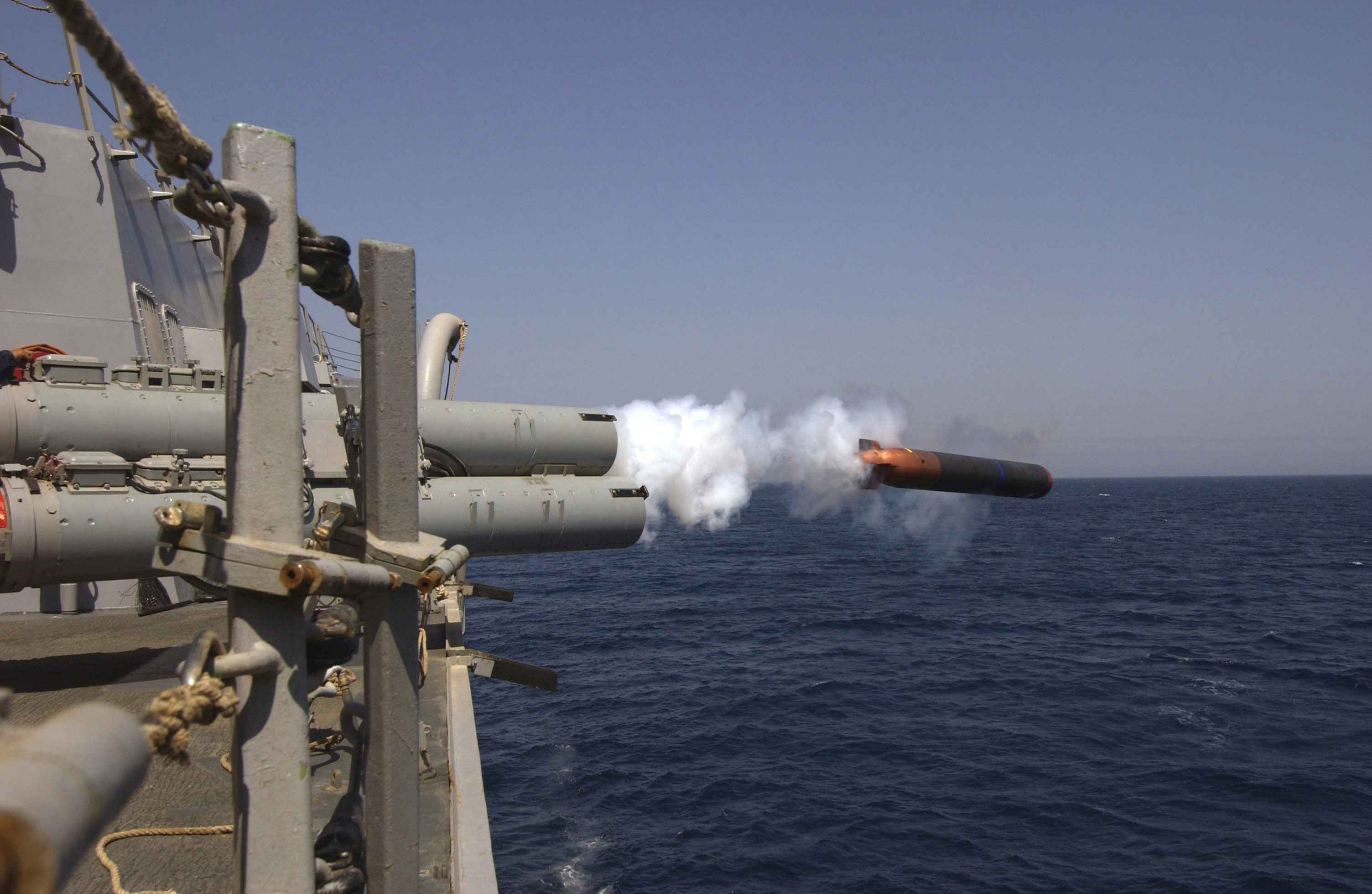
燃料としてリチウムを用いた魚雷

増ちょう剤
グリースに粘性を持たせるための増ちょう剤としてリチウム石鹸が用いられる。リチウム石鹸は水酸化リチウムと脂肪酸を反応させることで得られ、特にステアリン酸リチウムは広い温度範囲で高い耐圧・耐熱性を有している。リチウム石鹸グリースにはリチウムの脂肪酸塩が5–25 %ほど含まれており、一般工業用品や軸受け、自動車、鉄道、航空機、重機、家電製品などに広く汎用的に用いられている。

炎色反応を利用
リチウムが炎色反応によって紅色を呈することを利用して、リチウム化合物は赤い花火や発炎筒において着色剤および酸化剤として用いられる。

冶金
冶金の分野においては、金属リチウムは溶接やはんだづけの際に金属材料を溶融させやすくし、不純物を吸着することで酸化物を除去するフラックスとして利用される。また、炭酸リチウムは鋼鉄を連続鋳造するためのフラックスとしても利用される。連続鋳造用途でのリチウム消費量は鋼鉄生産量の好不調に左右され、2011年では全消費量の5 %を占めている。リチウムとアルミニウムの合金 (Aluminium–lithium alloy) は高い剛性を有しながら低密度であるという特性を有しており、航空機の構造材料を作るのに利用される。リチウムアルミニウム合金は一般的な合金と比較して破壊靱性が低く、異方性を有するという問題があり、銅や亜鉛、ジルコニウムなどの添加や鋳造方法の改良による改善が図られている。

ガス中の水分、二酸化炭素を除去
塩化リチウムおよび臭化リチウムは吸湿性を有しているため、ガスの除湿剤として用いられる。水酸化リチウムおよび過酸化リチウムは、宇宙船や潜水艦などの閉鎖空間において、二酸化炭素を除去して空気を浄化するための用途として最も多く用いられる塩である。水酸化リチウムを含むアルカリ金属の水酸化物は、いずれも空気中の二酸化炭素を吸収して炭酸塩を形成するが、水酸化リチウムはリチウムの原子量の小ささに起因して重量あたりの二酸化炭素吸収量がアルカリ金属の水酸化物の中で最も大きいため、好んで利用される。過酸化リチウムは二酸化炭素を吸収して炭酸リチウムを形成する反応とともに酸素の放出が伴う。

{\displaystyle {\ce {2Li2O2 + 2CO2 -> 2Li2CO3 + O2}}}

高分子工業
有機リチウム化合物は高分子およびファインケミカルの製造に広く利用されている。高分子工業はアルキルリチウム化合物の主要な消費者であり、触媒もしくはオレフィン基のアニオン重合におけるラジカル開始剤として用いられる。ファインケミカル産業において、有機リチウム化合物は強塩基や炭素-炭素結合を形成させるための試薬として作用する。有機リチウム化合物は金属リチウムと有機ハロゲン化合物から合成される。この反応においては、生成した有機リチウム化合物が未反応の有機ハロゲン化物と反応してしまうウルツカップリング反応が競合的に進行するため目的反応の進行が阻害されやすく、低温で反応を進めるか、もしくはウルツカップリングを起こしにくい有機臭素化合物を用いる必要がある。

推進剤
金属リチウムや水素化アルミニウムリチウムなどのヒドリド錯体は、高エネルギーなロケットエンジンの推進剤として軍事利用される。アメリカ海軍が開発した魚雷であるMk50は、固体リチウムのブロック上に六フッ化硫黄ガスを噴霧することで発生する化学エネルギーを推進力として利用しており、それは内蔵型化学エネルギー推進力システム（SCEPS）と呼ばれる。このシステムは、リチウムと六フッ化硫黄との反応によって発生した熱で水蒸気を生成し、その蒸気を利用してランキンサイクルを駆動させることで魚雷を推進させる閉鎖系のシステムである。

地球物理学
地球物理学分野では、地下水に含まれるリチウム同位体組成を知ることで地下水の由来が「表層水」あるいは「地殻深部」かを知ることができるため、地殻内部構造の解析に用いられている。

## 規制
一般の消費者にとって最も容易に利用できるリチウム源はリチウム電池であり、いくつかの管轄区域においてリチウム電池の販売が制限されている。リチウムは、アルカリ金属を無水の液体アンモニアに溶解させた溶液を用いて還元反応を行うバーチ還元によって、プソイドエフェドリンおよびエフェドリンを覚醒剤のメタンフェタミンに還元させるために用いることができる。
大部分のリチウム電池は短絡によって非常に急速に放電して過熱し、それによって爆発の可能性につながることがあるため（熱暴走）、運送や積荷に関して、特に航空機のような特定の輸送機関を用いることが禁止されている場合がある。大部分の消費者向けのリチウム電池はこの種の事故を防ぐために、熱の過負荷から保護する回路が内蔵されているか、もしくは本質的に短絡時に流れる電流を制限するような設計がされている。自然発生的な熱暴走に至る内部短絡は、電池の製造欠陥もしくは損傷のために発現することが知られていた。
日本では消防法による危険物のうち、「別表第一の品名欄に掲げる物品で同表に定める区分に応じ同表の性質欄に掲げる性状を有するもの」の中の「第3類 自然発火性物質及び禁水性物質」の「第1種 自然発火性物質及び禁水性物質」として金属リチウム（Li）が、また、「第2種 自然発火性物質及び禁水性物質」水素化リチウム（LiH）として消防法での危険物に該当している。

## リチウム相場

リチウムの産出量

リチウムはレアメタルと並んで産業に不可欠で、近年世界各国で二次電池としての需要が伸びていることにより、投資の対象になりつつあり、投機的な資金が流入することにより相場が高騰しつつある。過去には銀の木曜日によるシルバーショックやレアメタルの輸出規制により相場が高騰した事例があり、相場の暴騰が懸念される。
2020年代はじめには、電気自動車向けの電池需要を見込んで、生産規模が拡大が進められたが、電気自動車の需要の伸びが想定を下回ったためリチウム価格は暴落。2025年にはピークの1/10にまで下落した。